# Samsung Galaxy Fame

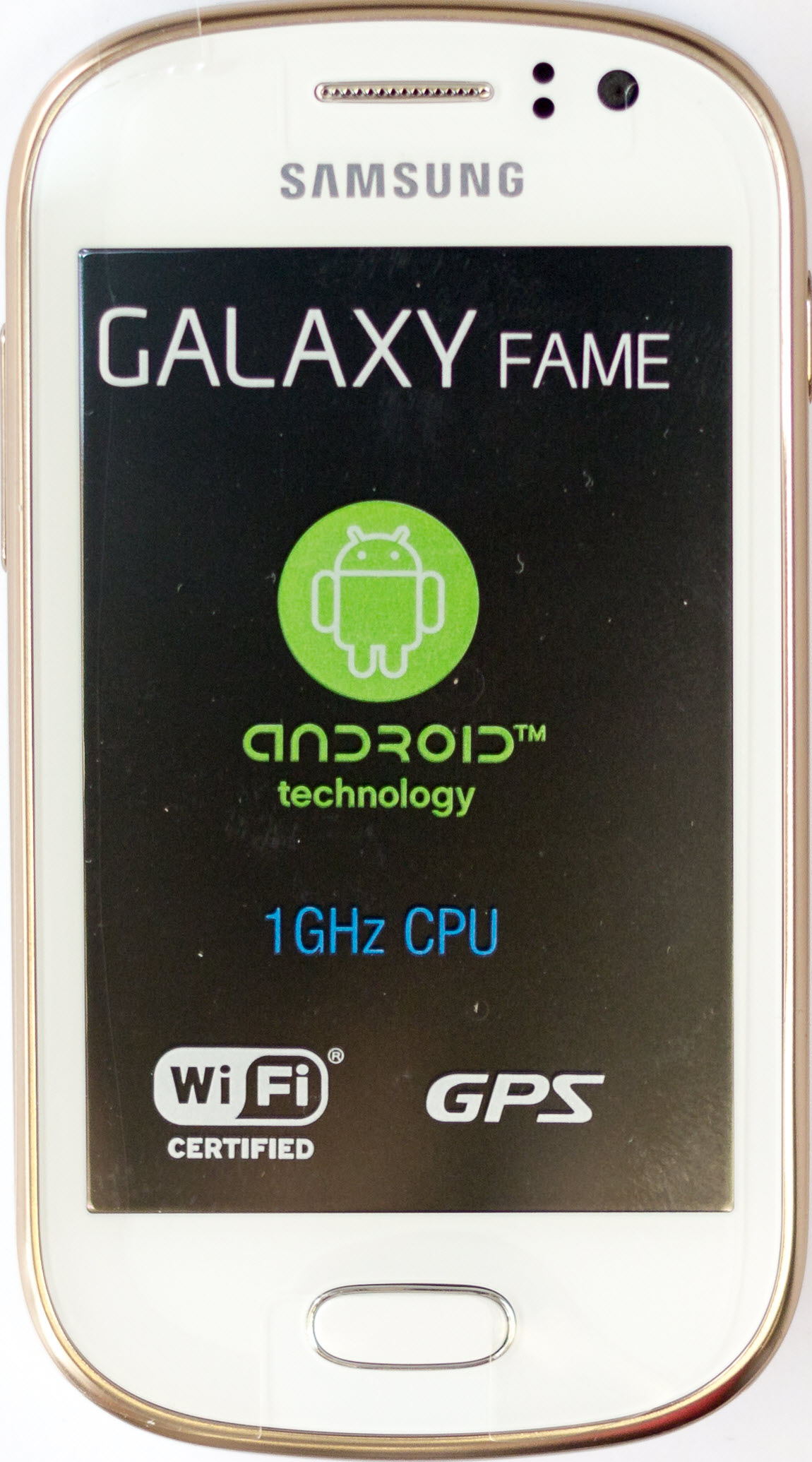
Samsung Galaxy Fame, lanzado en 2013.

El Samsung Galaxy Fame es un teléfono inteligente de gama media-baja anunciado por Samsung Electronics en febrero de 2013. Utiliza Android 4.1.2 Jelly Bean como sistema operativo y cuenta con una pantalla HVGA de 3.5 pulgadas, cámara trasera de 5 megapixels con flash LED, cámara frontal para video chats, Wi-Fi 802.11 b/g/n, Bluetooth 4.0, NFC según región, 512MB de RAM, 4GB de almacenamiento interno expandibles hasta 64GB mediante memorias microSD, y procesador de 1GHz.

## Características físicas del teléfono

### Diseño
Cuenta con un diseño minimalista para un uso más agradable con un agarre cómodo y curvas suaves que brindan una sensación natural para llevarlo cómodamente en la palma de la mano o en el bolsillo.

### Pantalla
Cuenta con una pantalla táctil TFT HVGA de 3.5 “ con 163 ppi (pixeles por pulgadas) presenta colores nítidos y claros.

### Cámara
Presenta dos cámaras, una trasera con resolución de 5 megapíxeles, capaz de grabar video a 480p y una frontal con resolución de 640x480 píxeles (0.3 megapíxeles o VGA) para fotos o videollamadas.

### Dos formas de escribir
Su tamaño compacto hace que sea fácil escribir con una mano, y si se desea escribir con dos, se voltea el teléfono hacia los lados. En la vista horizontal el tamaño del teclado se ajusta perfecto para poder escribir con los pulgares.

## Variante

### Modelo con diferenteNFC- GT-S6810p
El GT-S6810p es una variante con otro NFC

### MultiSIMmodelos - GT-S6812 / GT-S6812C / GT-S6812i
El GT-S6812 es una variante con doble SIM del galaxy Fame. También hay un modelo China Unicom (GT-S6812C) el cual ya fue lanzado y también cuenta con MultiSIM
A partir de la última actualización se vio afectado por su lentitud.